# 穆爾巴赫河
51°5′23″N 7°1′17″E / 51.08972°N 7.02139°E

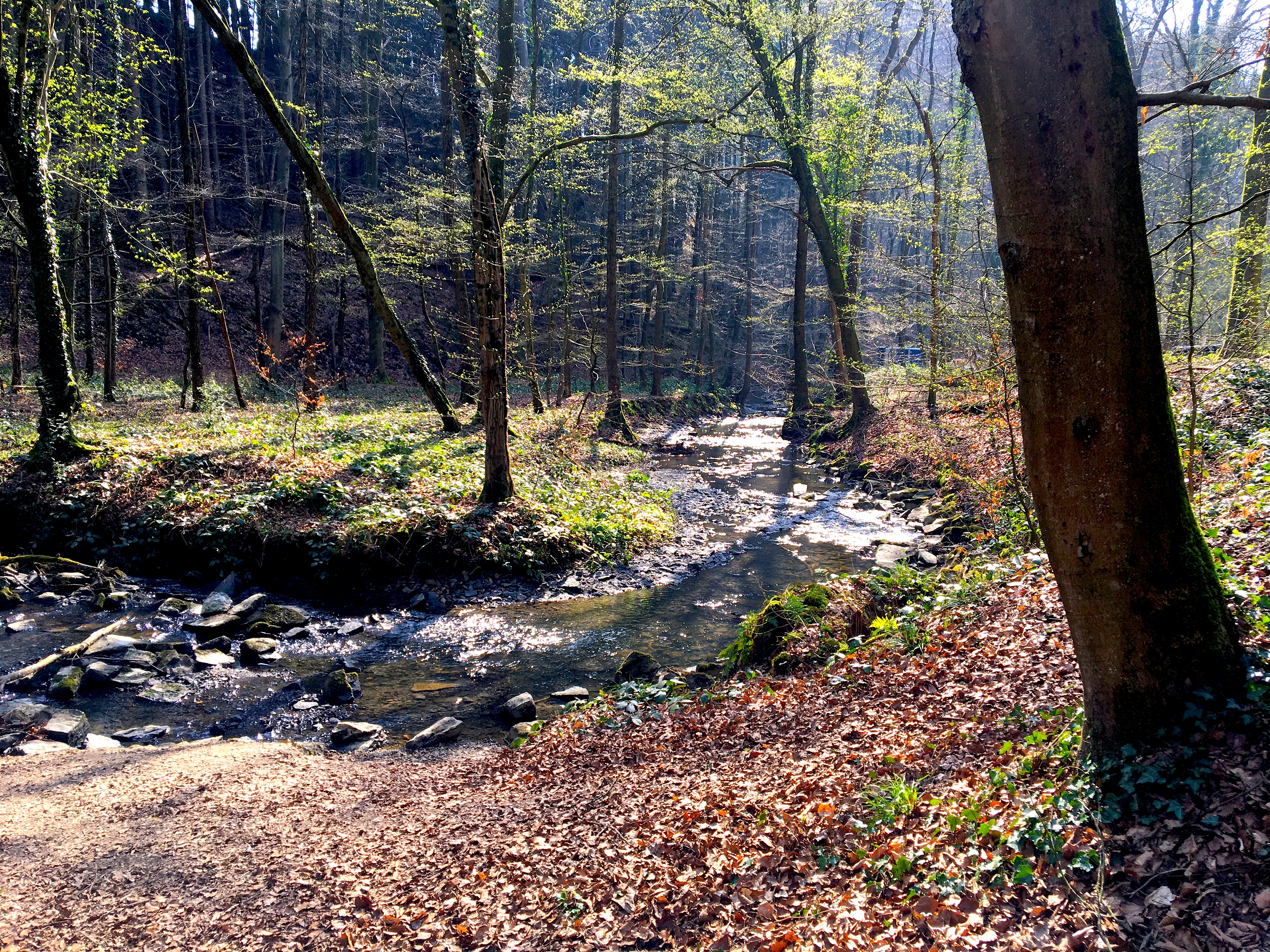
穆爾巴赫河

穆爾巴赫河（德語：Murbach），是德國的河流，位於該國西部，處於北萊茵-威斯特法倫州，屬於伍珀河的左支流，河道全長11.1公里，流域面積18平方公里。

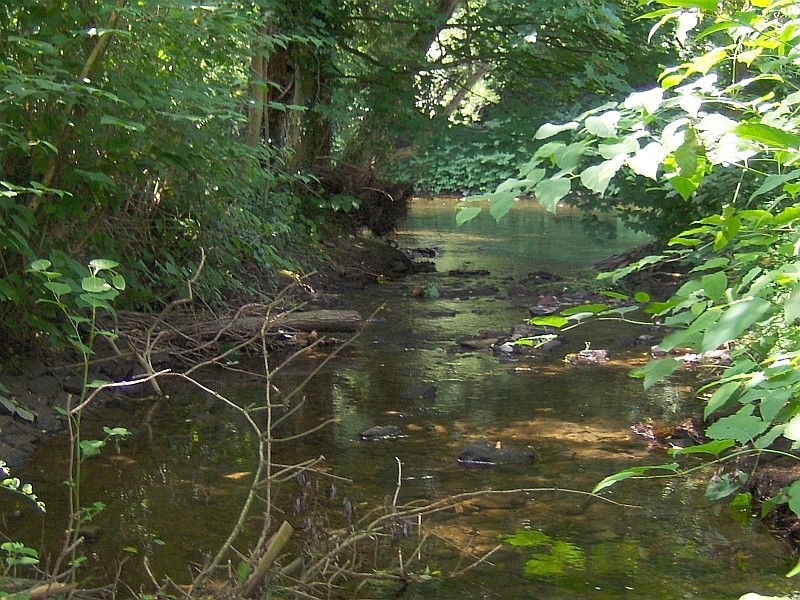
河景（2）
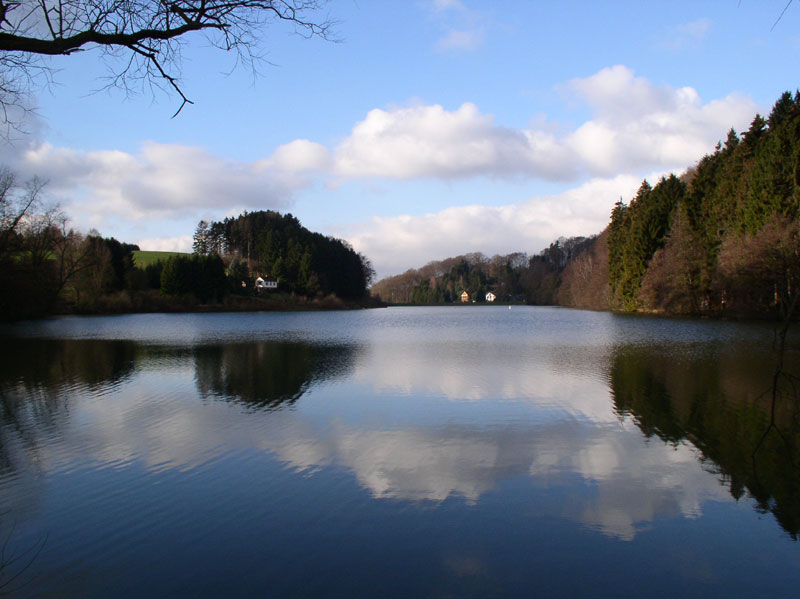
河景（3）